# Batman na televisão
Batman, icônico personagem fictício criado pelos cartunistas estadunidenses Bob Kane e Bill Finger e publicado pela DC Comics, têm sido tema central ou secundário de inúmeras adaptações televisivas e cinematográficas. Desde o lançamento do personagem na década de 1930, Batman recebeu variadas adaptações ao cinema e sete adaptações televisivas em live-action além de outras adaptações animadas.
A primeira série televisiva em live-action centrada no universo fictício de Batman foi The Batman, exibida originalmente entre 1966 e 1968 pela ABC. A série foi protagonizada por Adam West e Burt Ward nos respectivos papéis de Bruce Wayne e Dick Grayson e notabilizou-se por perpetuar na cultura popular diversos elementos futuramente associados ao personagem, como o icônico Batmóvel, os apetrechos de utilidades da dupla e a galeria de vilões excêntricos composta principalmente por Coringa e Mulher-Gato. Nas décadas seguintes, Batman recebeu adaptações majoritariamente animadas, como The Adventures of Batman (1968–1969), The New Adventures of Batman (1977), ambas baseadas em elementos narrativos e visuais da série original de 1966.
Após décadas como um personagem adaptado mais regularmente ao cinema, Batman teve seu universo adaptado a uma série televisiva em live-action com Birds of Prey (2002–2003), inspirada no grupo de heroínas Aves de Rapina. A série foi estrelada por Ashley Scott, Dina Meyer e Rachel Skarsten como o trio de heroínas Helena Kyle, Barbara Gordon e Dinah Lance e não contava com a aparição direta de Bruce Wayne ou dos personagens mais icônicos das adaptações anteriores. Em 2014, a FOX retomou o personagem para as adaptações televisivas com o lançamento de Gotham (2014–2019), que tinha a proposta de adicionar um tom mais sombrio e realista ao universo de vilões de Gotham City e contava com um Bruce Wayne mais jovem e que ainda não havia assumido a identidade secreta. A aclamação crítica de Gotham rendeu a prequela Pennyworth (2019–2022), estrelada por Jack Bannon como uma versão mais jovem do personagem Alfred Pennyworth e que também investiu numa temática mais sóbria e realista dos personagens.
Em 2019, o canal The CW foi responsável por outra adaptação televisiva de Batman com a série Batwoman (2019–2022), integrante do arco de mídia Arrowverse e estrelada por Ruby Rose no papel da heroína Kate Kane em uma versão de Gotham City onde Bruce Wayne está desaparecido há anos. Anos mais tarde, a emissora investiu novamente na produção de televisão com base no personagem e lançou a série televisiva Gotham Knights (2023), focada na ascensão de Carrie Kelley e Duela Dent como vigilantes da cidade após a suposta morte de Wayne.

## Séries animadas
| Série                         | Temporada | Temporada | Episódios | Transmissão original   | Transmissão original   | Showrunner                        | Distribuição           | Estado    |
| Série                         | Temporada | Temporada | Episódios | Estreia da temporada   | Final da temporada     | Showrunner                        | Distribuição           | Estado    |
| ----------------------------- | --------- | --------- | --------- | ---------------------- | ---------------------- | --------------------------------- | ---------------------- | --------- |
| Batman: The Animated Series   |           | 1         | 65        | 5 de setembro de 1992  | 17 de setembro de 1993 | Bruce Timm                        | Fox                    | Encerrada |
| Batman: The Animated Series   |           | 2         | 20        | 2 de maio de 1994      | 15 de setembro de 1995 | Bruce Timm                        | Fox                    | Encerrada |
| The New Batman Adventures     |           | 1         | 24        | 13 de setembro de 1997 | 16 de janeiro de 1999  | Paul Dini Bruce Timm Alan Burnett | The WB                 | Encerrada |
| Batman Beyond                 |           | 1         | 13        | 10 de janeiro de 1999  | 22 de maio de 1999     | Paul Dini Bruce Timm Alan Burnett | The WB                 | Encerrada |
| Batman Beyond                 |           | 2         | 26        | 17 de setembro de 1999 | 27 de maio de 2000     | Paul Dini Bruce Timm Alan Burnett | The WB                 | Encerrada |
| Batman Beyond                 |           | 3         | 13        | 19 de agosto de 2000   | 18 de dezembro de 2001 | Paul Dini Bruce Timm Alan Burnett | The WB                 | Encerrada |
| The Batman                    |           | 1         | 13        | 11 de setembro de 2004 | 7 de maio de 2005      | Michael Goguen Duane Capizzi      | The WB Cartoon Network | Encerrada |
| The Batman                    |           | 2         | 13        | 15 de maio de 2005     | 10 de setembro de 2005 | Michael Goguen Duane Capizzi      | The WB Cartoon Network | Encerrada |
| The Batman                    |           | 3         | 13        | 17 de setembro de 2005 | 13 de maio de 2006     | Michael Goguen Duane Capizzi      | The WB Cartoon Network | Encerrada |
| The Batman                    |           | 4         | 13        | 23 de setembro de 2006 | 5 de maio de 2007      | Michael Goguen Duane Capizzi      | The WB Cartoon Network | Encerrada |
| The Batman                    |           | 5         | 13        | 22 de setembro de 2007 | 8 de março de 2008     | Michael Goguen Duane Capizzi      | The WB Cartoon Network | Encerrada |
| Batman The Brave and the Bold |           | 1         | 26        | 14 de novembro de 2008 | 13 de novembro de 2009 | James Tucker Michael Jelenic      | Cartoon Network        | Encerrada |
| Batman The Brave and the Bold |           | 2         | 26        | 20 de novembro de 2009 | 8 de abril de 2011     | James Tucker Michael Jelenic      | Cartoon Network        | Encerrada |
| Batman The Brave and the Bold |           | 3         | 13        | 25 de março de 2011    | 18 de novembro de 2011 | James Tucker Michael Jelenic      | Cartoon Network        | Encerrada |
| Beware the Batman             |           | 1         | 26        | 13 de julho de 2013    | 28 de setembro de 2014 | Glen Murakami Sam Register        | Cartoon Network        | Encerrada |
| Batman: Caped Crusader        |           | 1         | 10        | 1 de agosto de 2024    | 1 de agosto de 2024    | Bruce Timm                        | Prime Video            | Encerrada |

## Séries emlive-action
| Série          | Temporada | Temporada | Episódios | Transmissão original   | Transmissão original    | Showrunner                                  | Distribuição    | Estado    |
| Série          | Temporada | Temporada | Episódios | Estreia da temporada   | Final da temporada      | Showrunner                                  | Distribuição    | Estado    |
| -------------- | --------- | --------- | --------- | ---------------------- | ----------------------- | ------------------------------------------- | --------------- | --------- |
| Batman         |           | 1         | 34        | 12 de janeiro de 1966  | 5 de maio de 1966       | William Dozier Lorenzo Semple Jr.           | 20th Television | Encerrada |
| Batman         |           | 2         | 60        | 7 de setembro de 1966  | 30 de março de 1967     | William Dozier Lorenzo Semple Jr.           | 20th Television | Encerrada |
| Batman         |           | 3         | 26        | 14 de setembro de 1967 | 14 de março de 1968     | William Dozier Lorenzo Semple Jr.           | 20th Television | Encerrada |
| Birds of Prey  |           | 1         | 13        | 9 de outubro de 2002   | 19 de fevereiro de 2003 | Laeta Kalogridis                            | The WB          | Encerrada |
| Gotham         |           | 1         | 22        | 22 de setembro de 2014 | 4 de maio de 2015       | Bruno Heller                                | FOX             | Encerrada |
| Gotham         |           | 2         | 22        | 21 de setembro de 2015 | 23 de maio de 2016      | Bruno Heller                                | FOX             | Encerrada |
| Gotham         |           | 3         | 22        | 19 de setembro de 2016 | 5 de junho de 2017      | Bruno Heller                                | FOX             | Encerrada |
| Gotham         |           | 4         | 22        | 21 de setembro de 2017 | 17 de maio de 2018      | Bruno Heller                                | FOX             | Encerrada |
| Gotham         |           | 5         | 12        | 3 de janeiro de 2019   | 25 de abril de 2019     | Bruno Heller                                | FOX             | Encerrada |
| Pennyworth     |           | 1         | 10        | 28 de julho de 2019    | 29 de setembro de 2019  | Bruno Heller Danny Cannon                   | Epix            | Encerrada |
| Pennyworth     |           | 2         | 10        | 13 de dezembro de 2020 | 11 de abril de 2021     | Bruno Heller Danny Cannon                   | Epix            | Encerrada |
| Pennyworth     |           | 3         | 10        | 6 de outubro de 2022   | 24 de novembro de 2022  | Bruno Heller Danny Cannon                   | HBO Max         | Encerrada |
| Batwoman       |           | 1         | 20        | 6 de outubro de 2019   | 17 de maio de 2020      | Caroline Dries                              | The CW          | Encerrada |
| Batwoman       |           | 2         | 18        | 17 de janeiro de 2021  | 27 de junho de 2021     | Caroline Dries                              | The CW          | Encerrada |
| Batwoman       |           | 3         | 13        | 13 de outubro de 2021  | 2 de março de 2022      | Caroline Dries                              | The CW          | Encerrada |
| Gotham Knights |           | 1         | 13        | 14 de março de 2023    | 27 de junho de 2023     | Natalie Abrams Chad Fiveash James Stoteraux | The CW          | Encerrada |
| The Penguin    |           | 1         | 8         | 19 de setembro de 2024 | 10 de novembro de 2024  | Lauren LeFranc                              | HBO             | Encerrada |

### Batman(1966–1968)
"O programa foi um sucesso instantâneo desde a estreia e diversas estrelas imploraram para aparecer, seja como um dos vilões ou em uma das cômicas participações que surgiam aqui e ali. Batman e Robin escalavam um prédio qualquer e alguém imitando Jerry Lewis fazia alguma bobeira por alguns segundos."

— Peter Sobczynski, RogerEbert.com (2017)
O conceito original para a produção de uma série televisiva de Batman surgiu na década de 1960, quando o produtor Ed Graham vendeu os direitos de adaptação dos quadrinhos Batman para a CBS para a criação de um seriado semanal. Entretanto, em 1964, um acordo entre a DC Comics e a ABC trouxeram o esboço de uma série do personagem baseada na série The Adventures of Superman para a 20th Century Fox. As duas companhias deixaram o projeto a cargo de William Dozier, que concebeu o seriado como uma aventura infanto-juvenil de tom satírico e leve voltado para o grande público familiar. 

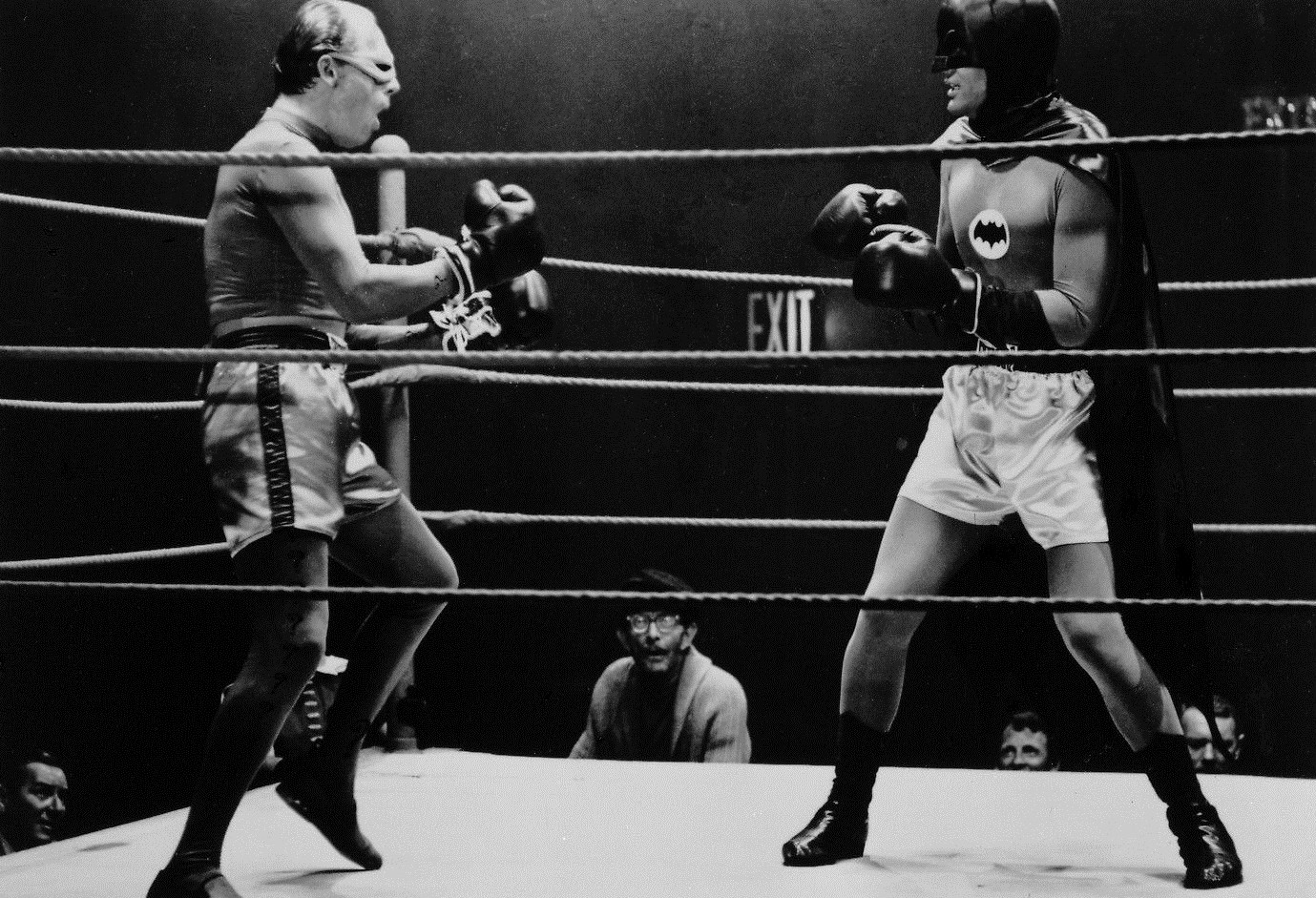
Cena do episódio "Ring Around the Riddler" em que Batman enfrenta o Charada em um ringue de boxe. O tom cômico e satírico da narrativa foi uma das marcas da série televisiva.

Em 1966, o roteirista Lorenzo Semple Jr. foi contratado para escrever o esboço geral da série. Semple dividiu a narrativa em pequenos episódios semanais contados a partir da perspectiva dos antagonistas, tendo Adam West e Burt Ward como os protagonistas Bruce Wayne e Dick Grayson. Com produção exectuvia de William Dozier, a série foi transmitida ao longo de três temporadas, de 1966 a 1968, e tornou-se um forte sucesso comercial e de audiência. Cada episódio da série narra os desafios da dupla Batman e Robin no combate a um vilão icônico, como Mulher-Gato, Charada e Coringa. O sucesso da série rendeu o filme Batman (1966), lançado entre a primeira e a segunda temporadas, e duas séries televisivas animadas. 
Batman é considerada um marco nas adaptações televisivas do personagem pelo estilo simplista da narrativa aliada à tonalidade cômica e satírica dos próprios personagens. Além disso, a série popularizou diversos temas recorrentes do personagem, como os uniformes, o Bat-Sinal e os apetrechos utilizados pela dupla no combate ao crime em Gotham City. O figurino e maquiagem de Cesar Romero como Coringa também influenciaram futuras adaptações do personagem, notadamente a versão de Jack Nicholson para o filme de 1989 e a versão animada da série Batman: The Animated Series (1992–1994). Em 2013, a DC Comics lançou a revista Batman '66, idealizada por Jeff Parker, retomando o visual da série original. Anos mais tarde, a Warner Bros. Animation lançou os filmes animados Batman: Return of the Caped Crusaders (2017) e Batman vs. Two-Face (2017) também inspirados na estética da série e que contaram com a dublagem de West e Ward.

### Birds of Prey(2002–2003)

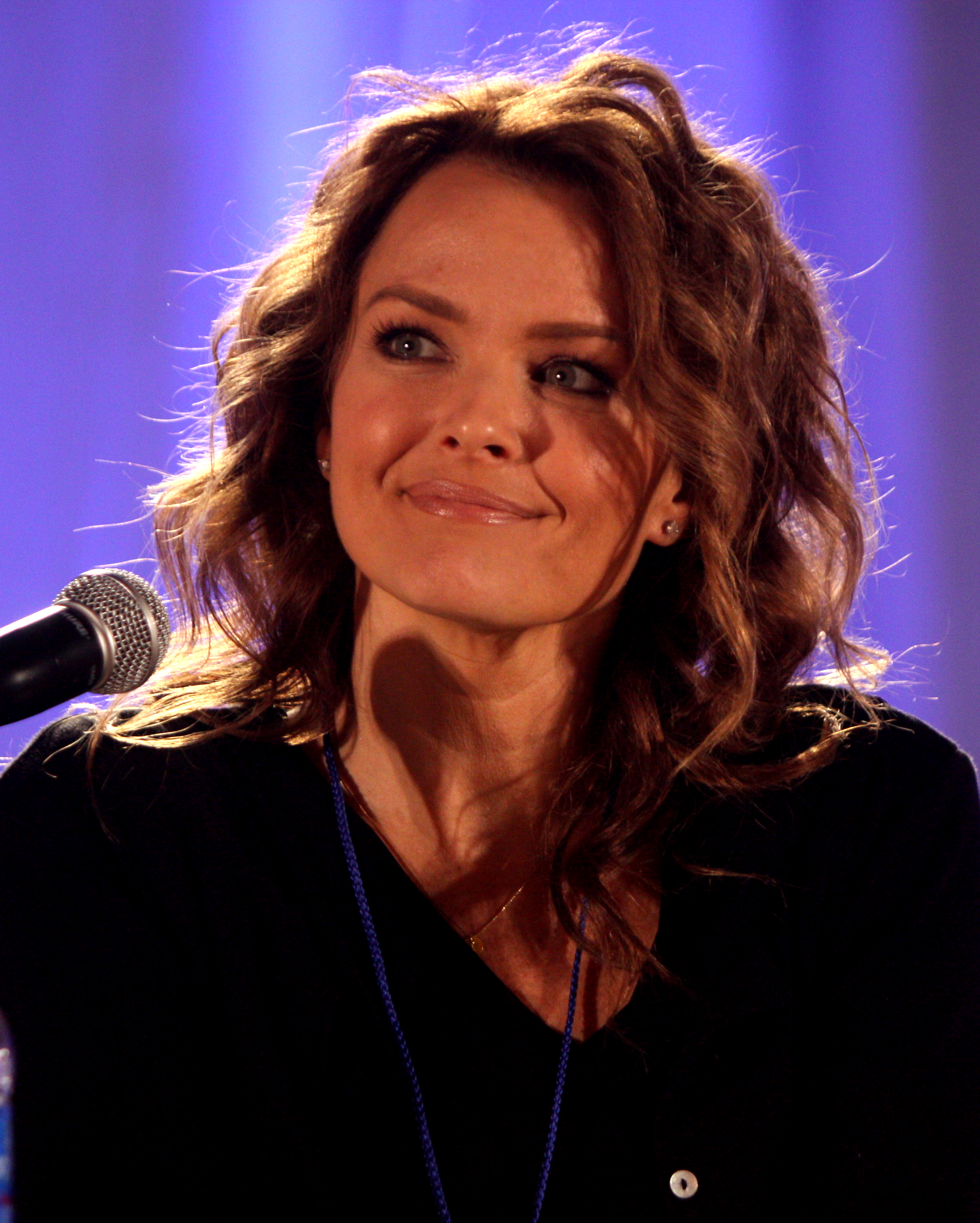
Dina Meyer protagonizou Birds of Prey como uma versão mais madura de Barbara Gordon. A série foi a primeira adaptação televisiva do Universo Batman protagonizada por personagens femininas.

Em 2002, após o sucesso comercial e de crítica de Smallville (2001), o canal de televisão The WB contratou Laeta Kalogridis para produzir uma série televisiva focada no universo narrativo de Batman. Ao contrário de Smallville, que narra diretamente parte da trajetória de Clark Kent, Kalogridis concebeu um enredo que não envolve Bruce Wayne e aborda uma realidade alternativa de Gotham City após os eventos relacionados ao personagem. A série Birds of Prey teve sua estreia em 2002, sendo estrelada por Ashley Scott, Dina Meyer e Rachel Skarsten como Helena Kyle, Barbara Gordon e Dinah Lance, respectivamente. Juntas, as heroínas foram o trio conhecido como Aves de Rapina que combate a criminalidade e as redes de intriga de Gotham City com o apoio de Alfred Pennyworth e o Detetive Jesse Reese, interpretados respectivamente por Ian Abercrombie e Shemar Moore.
A série incorpora elementos visuais e narrativos de produções anteriores do universo de Batman, como o figurino utilizado nos filmes de Tim Burton na década de 1980 e a temática mais sombria e psicológica de Batman: The Animated Series (1992–1994). Contudo, ao contrário destas produções anteriores, Birds of Prey possui uma única antagonista, Harleen Quinzel, que domina os eventos da série durante todos os episódios. Apesar do sucesso inicial, a série passou a enfrentar baixas audiências e pouca aclamação crítica, levando ao seu cancelamento após 13 episódios produzidos.

### Gotham(2014–2019)

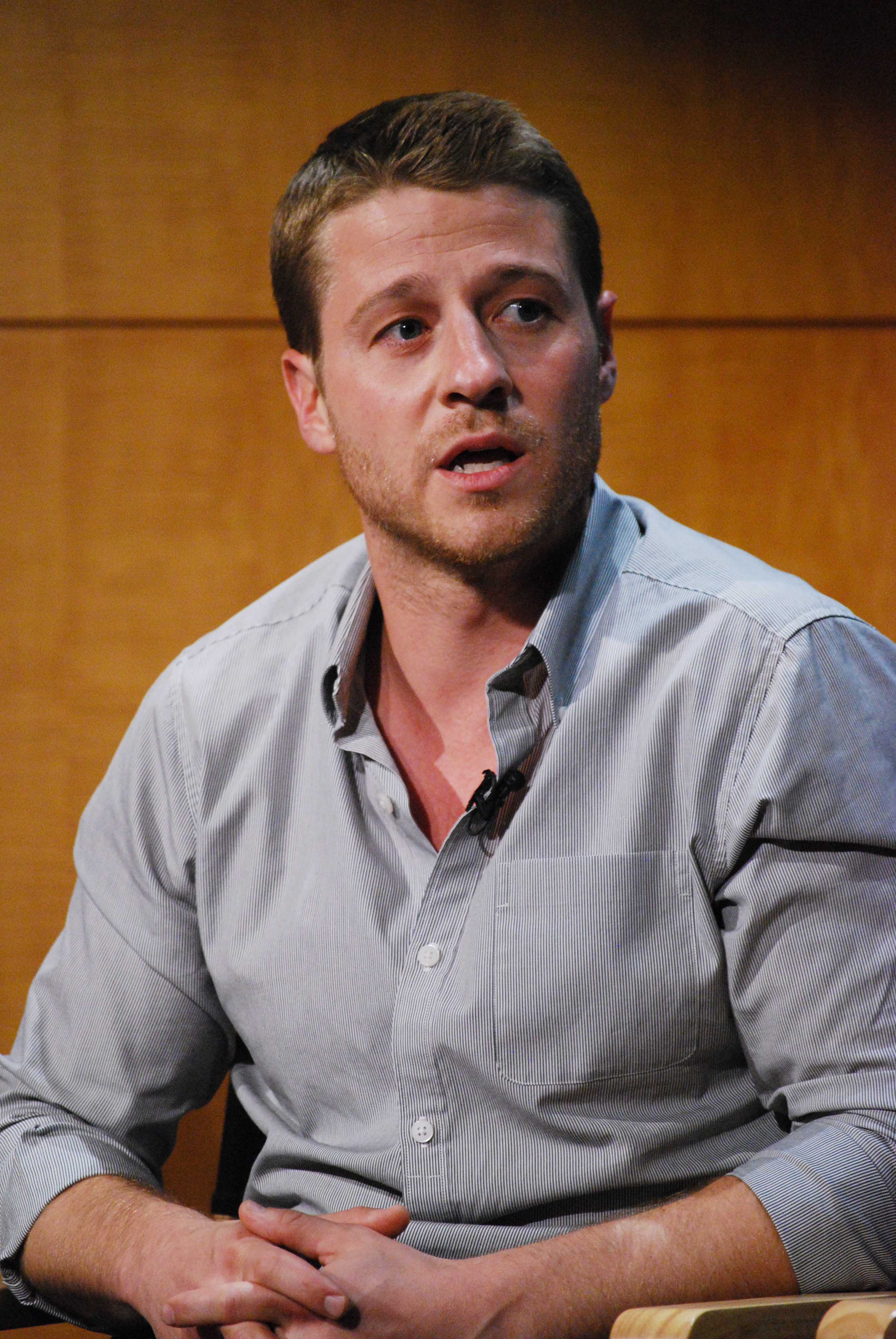
"Batman é um vigilante lutando por justiça em um mundo injusto. Todos podemos relacionar a ideia de ter um 'cruzado encapuzado' lá fora, lutando por nós e por justiça.
—Ben McKenzie, em entrevista ao portal Collider, em 2017. McKenzie protagonizou as cinco temporadas de Gotham como Detetive James Gordon.

Após a recepção mista de Birds of Prey (2002), a Warner Bros. decidiu concentrar as adaptações do personagem e de seu universo relacionado à esfera cinematográfica, com a produção de filmes como a trilogia The Dark Knight (2006-2012), dirigida e concebida por Christopher Nolan e protagonizada por Christian Bale, trazendo uma tonalidade ainda mais sombria e psicológica ao personagem. Após um hiato de mais de uma década em produções em live-action, a Fox voltou a apostar no personagem e contratou Bruno Heller para desenvolver uma nova série televisiva para o personagem. Impulsionado pelo sucesso comercial das séries Arrow (2012-2020) e The Flash (2014-2023), Heller concebeu Gotham como uma série de suspense cuja narrativa está centrada no desenvolvimento emocional e pessoal de Bruce Wayne ao invés de narrar a rotina de combate ao crime de Batman. A série gira em torno dos desafios vividos pelo Detetive James Gordon ao mergulhar no submundo criminoso de Gotham City, dominado por icônicos vilões como Carmine Falcone (John Doman) e Fish Mooney (Jada Pinkett Smith).
Gotham alcançou um grande sucesso comercial e de audiência, amplamente atribuídos à sua temática mais madura e realista que foca nas questões morais entre os personagens ao invés dos superpoderes e outros recursos narrativos mais fantasiosos de produções anteriores. A série expandiu-se para um total de cinco temporadas, sendo a primeira lançada em 22 de setembro de 2014 e a quinta e última finalizada em 3 de janeiro de 2019. Ao longo da série, cada temporada narra a ascensão de um antagonista diferente e o impacto de suas ações sobre a vida de Wayne e a realidade da cidade, culminando no estabelecimento de Wayne como um vigilante noturno e a ascensão de Selina Kyle como uma anti-heroína de moral dúbia. Apesar de um sucesso de crítica, questões envolvendo os direitos autorais do universo Batman impediram que Heller utilizasse determinados elementos icônicos de filmes anteriores, como o nome de vários personagens e localidades, que tiveram de ser adaptados. Inversamento, isto fez com que Heller criasse novos personagens para a narrativa, como o anarquista Jerome Valeska (interpretado por Cameron Monaghan), que apresenta diversas similaridades estéticas com o Coringa.

### Pennyworth(2019–2022)
Pennyworth passou a ser desenvolvida ainda antes da conclusão de Gotham (2014–2019), em meados de 2018 e 2019. A série foi encomendada pelo canal de televisão Epix ao produtor Bruno Heller para servir de prequela a Gotham e também partilhar do mesmo universo narrativo dos quadrinhos de V for Vendetta. Em maio de 2018, a produtora aproximou-se de Danny Cannon para dividir com Heller o processo criativo e dirigir alguns episódios da série. Cannon já era notório por seu trabalho como produtor executivo da série policial CSI: Crime Scene Investigation (2000–2015), que foi transmitida por 14 temporadas e tornou-se um marco na produção de séries televisivas do gênero suspense.
Adotando uma temática mais leve que a de Gotham e ainda mais série e madura que de outras adaptações anteriores do personagem, Pennyworth é estrelada por Jack Bannon como uma versão décadas mais jovem de Alfred Pennyworth. A série narra seus primeiros passos após deixar a carreira de agente secreto do Serviço Aéreo Especial antes de tornar-se mordomo da Família Wayne. Ao longo de três temporadas, exibidas entre 28 de julho de 2019 e 24 de novembro de 2022, a série narra eventos baseados em fatos retratados em Gotham, como as conexões de Thomas Wayne (interpretado por Ben Aldridge) com a máfia inglesa. Ao contrário de outras produções televisivas, Pennyworth destaca-se como a única série televisiva de Batman que decorre totalmente fora de Gotham City, sendo que a narrativa ocorre em uma versão alternativa de Londres da década de 1960.

### Batwoman(2019–2022)

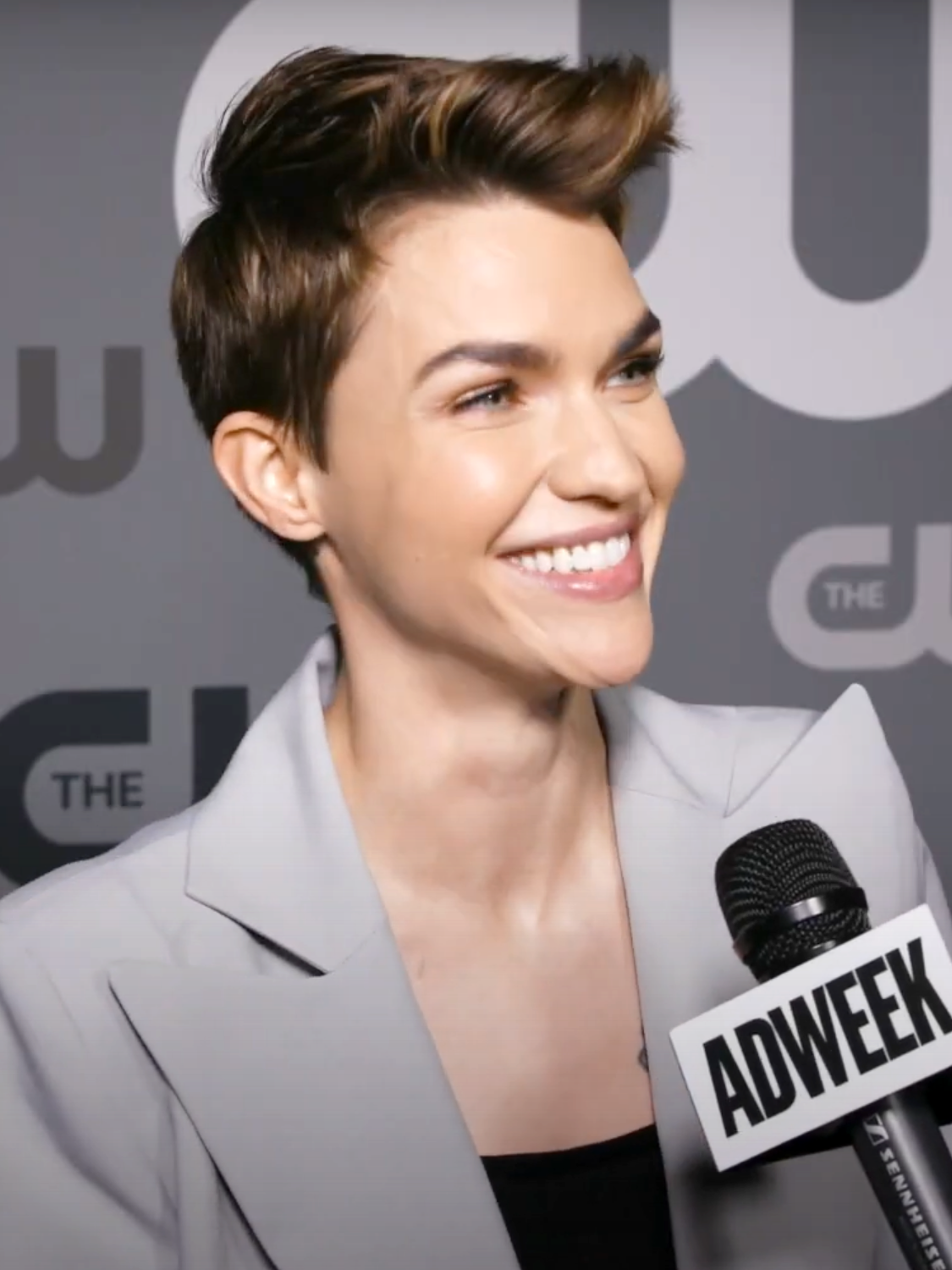
Ruby Rose intepreta Kate Kane na primeira temporada de Batwoman. Rose inicialmente considerou uma "uma emoção e uma honra" interpretar a personagem e descreveu sua entrada na franquia como "um sonho de infância".

Em maio de 2018, Mark Pedowitz anunciou que Batwoman faria uma participação especial nos episódios de Elseworlds, crossover da série The Flash exibido ao longo de dezembro daquele ano. Meses mais tarde, o canal por assinatura The CW anunciou oficialmente a produção de uma série de televisão inteiramente baseada nos arcos de histórias da personagem com roteiro e produção geral de Caroline Dries. Meses após, Dries sondou o produtor televisivo Greg Berlanti para se juntar à produção e a série passou a ser um investimento conjunto da produtora Berlanti Productions em parceria com a Warner Bros. Television. Dries passou a trabalhar o roteiro da série com base na versão mais recente de Kate Kane, relançada em 2006 pela DC Comics, que se trata de uma jovem judia e lésbica. Desta forma, o enredo criado por Dries tem a proposta de abordar como as questões psicológicas e pessoais de Kane ressoam em outros personagens ao redor e seus conflitos por ser filha de um empresário do ramo de segurança e prima distante do magnata Bruce Wayne.

"Os primeiros episódios reciclam demais equipes de super-heróis, resultando em uma série que parece uma mistura estagnada de Arrow e The Dark Knight. Com o tempo, Batwoman encontra sua voz e estrutura (...) e consegue encontrar seu próprio lugar no Arrowverso."

— Jesse Schedeen, IGN (2020)
Em agosto de 2018, a atriz Ruby Rose foi anunciada como protagonista da nova série no papel de Kate Kane. Segundo Dries, contratação de Rose se deveu principalmente pela equipe de roteiristas a considerar "extremamente semelhante" com a personagem. Entretanto, Rose passou a receber uma série de críticas de admiradores da franquia em suas redes sociais por não ser judia e se declarar sexualmente fluida em oposição à versão de Batwoman que é oficialmente judia e homossexual. Ainda assim, Rose foi mantida na produção e participou de episódios de Elseworlds para a série The Flash. Em janeiro de 2019, o estúdio anunciou a contratação de Meagan Tandy, Camrus Johnson e Nicole Kang como os coadjuvantes Sophie Moore, Luke Fox e Mary Hamilton.

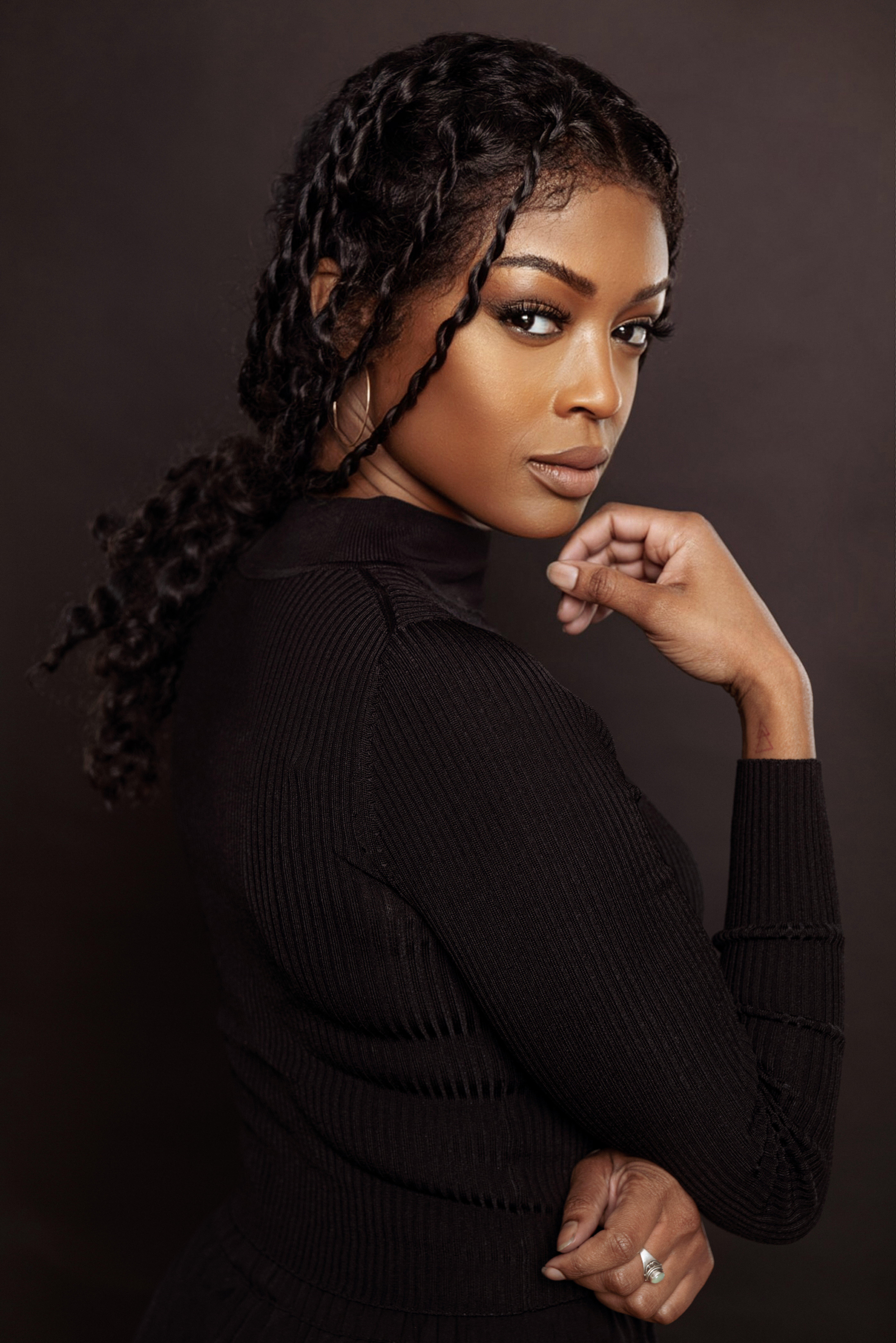
Javicia Leslie assumiu o papel de Ryan Wilder na segunda temporada de Batwoman, tornando-se a primeira protagonista afro-americana de uma produção televisiva de Batman.

Ao longo da primeira temporada, Kane é retratada como uma jovem rica que decide assumir o manto de vigilante secreta após o desaparecimento de Bruce Wayne. Kane recebe ajuda de Luke Fox, filho do lendário conselheiro das Empresas Wayne, Lucius Fox, e de sua meia-irmã Mary Hamilton em sua missão solitária de proteger os cidadãos de Gotham City. Em seu caminho, no entanto, Kane acaba entrando em desacordo com seu próprio pai e sua organização de combate ao crime e descobre uma rede de intrigas envolvendo sua supostamente morta irmã, Alice (interpretada por Rachel Skarsten).
Em maio de 2020, após o encerramento da primeira temporada, Rose anunciou seu desligamento total da série e da franquia. Meses mais tarde, a atriz declarou publicamente que estava descontente com o ritmo de produção e acusou os produtores e a companhia em geral de "conduta tóxica" nos bastidores da série. Além disso, Rose também citou em entrevistas problemas com o material dos figurinos e horários exaustivos de gravações. Em julho do mesmo ano, Javicia Leslie foi anunciada como protagonista da segunda temporada da série no papel de Ryan Wilder, uma das encarnações de Batwoman na história da publicação da personagem. Para alguns críticos, a escolha de Leslie foi mais condizente com a narrativa da série, especialmente pela atriz declarar-se publicamente bissexual assim como sua personagem. Leslie manteve o papel ao longo das duas temporadas seguintes que narram sequencialmente a ascensão de Wilder de ex-presidiária a nova heroína de Gotham City e seus conflitos internos enquanto tenta eliminar o sentimento de vingança pelo assassinato brutal de sua mãe.